# Encephalartos hildebrandtii
Encephalartos hildebrandtii A.Braun & C.D.Bouché, 1874 è una pianta appartenente alla famiglia delle Zamiaceae, endemica di Kenya e Tanzania.

## Descrizione
Queste piante hanno un fusto eretto, senza ramificazioni, alto circa 6 metri e con 30 cm di diametro, ricoperto da catafilli lineari, ricoperto da un fitto tomento giallastro.
Le foglie, disposte a corona all'apice del fusto, rette da un picciolo tomentoso lungo 1–7 cm, sono lunghe 200–300 cm e sono composte da numerose foglioline lanceolate, lunghe 20–26 cm, larghe 28–36 mm, disposte sul rachide a 45-80°; le foglioline basali sono ridotte a spine.
È una specie dioica, con esemplari maschili dotati di 1-7 coni cilindrico-fusiformi, sessili, di colore verde o giallo, lunghi 20–50 cm e con 5–9 cm di diametro, con microsporofilli larghi e di forma rombica, ed esemplari femminili che reggono da 1 a 4 coni cilindrici, di colore giallo, lunghi 28–60 cm e larghi 15–25 cm, con macrosporofilli romboidali.
I semi hanno una forma oblunga, sono lunghi 28–60 mm, con 15–25 cm di diametro e sono ricoperti da un tegumento di colore dal giallo al rosso.

## Distribuzione e habitat
La specie è endemica dei distretti costieri di Kenya e Tanzania, compresa l'isola di Zanzibar; alcuni esemplari di cicadi presenti nel nord del Mozambico potrebbero appartenere a questa specie. Cresce in aree di macchia costiera sempreverde e di foresta di pianura, su terreni argillosi o sabbiosi, fino ai 600 m di altitudine.

## Conservazione
La IUCN Red List classifica E. hildebrandtii come specie prossima alla minaccia (Near Threatened).

La specie è inserita nella Appendice I della Convention on International Trade of Endangered Species (CITES).